# Club Baloncesto Gran Canaria 1996-1997
Questa voce raccoglie le informazioni riguardanti il Club Baloncesto Gran Canaria nelle competizioni ufficiali della stagione 1996-1997.

## Stagione
La stagione 1996-1997 del Club Baloncesto Gran Canaria è la 6ª nel massimo campionato spagnolo di pallacanestro, la Liga ACB.
Grazie alla sentenza Bosman le società continentali approfittarono della possibilità di schierare un numero illimitato di giocatori comunitari, e gli stessi cestisti giovarono della più ampia libertà contrattuale loro concessa.

## Roster
Aggiornato al 4 gennaio 2025.
| Gran Canaria 1996-97 | Gran Canaria 1996-97 |
| Giocatori            | Staff tecnico        |
| -------------------- | -------------------- |

| N. | Naz.                                        | Ruolo | Nome            | Anno | Alt.   | Peso   |  |
| -- | ------------------------------------------- | ----- | --------------- | ---- | ------ | ------ |  |
| 4  | Spagna (bandiera)                           | P     | Berni Hernández | 1975 | 189 cm |        |  |
| 5  | Stati Uniti (bandiera)                      | AG    | Albert Burditt  | 1972 | 203 cm | 104 kg |  |
| 6  | Spagna (bandiera)                           | P     | Ulises Deniz    | 1977 | 182 cm |        |  |
| 7  | Stati Uniti (bandiera) · Irlanda (bandiera) | A     | Brian Clifford  | 1970 | 202 cm |        |  |
| 8  | Spagna (bandiera)                           | P     | Joaquín Ruiz    | 1966 | 187 cm |        |  |
| 9  | Stati Uniti (bandiera)                      | G     | John Morton     | 1967 | 190 cm | 82 kg  |  |
| 10 | Spagna (bandiera)                           | C     | Berni Tamames   | 1973 | 206 cm | 105 kg |  |
| 11 | Spagna (bandiera)                           | C     | Santiago Toledo | 1972 | 211 cm | 109 kg |  |
| 12 | Spagna (bandiera)                           | G     | Jaume Morales   | 1972 | 192 cm |        |  |
| 13 | Spagna (bandiera)                           | C     | Santiago Aldama | 1968 | 213 cm | 98 kg  |  |
| 14 | Spagna (bandiera)                           | AG    | Pepón Artiles   | 1967 | 205 cm |        |  |
| 15 | Stati Uniti (bandiera)                      | C     | Shaun Vandiver  | 1968 | 207 cm | 109 kg |  |

| Allenatore                                                          |
| - Manolo Hussein                                                    |
| Assistente/i                                                        |
| - Rafael Calvo Legenda - (C) Capitano - (IN) Inattivo - Infortunato |

## Mercato

### Sessione estiva
| Acquisti | Acquisti       | Acquisti         | Acquisti   | Acquisti |
| R.a      | Nome           | da               | Modalità   |          |
| -------- | -------------- | ---------------- | ---------- | -------- |
| A        | Brian Clifford | Seixal           | definitivo |          |
| AG       | Albert Burditt | Gig. de Carolina | definitivo |          |
| C        | Berni Tamames  | Andorra          | definitivo |          |

| Cessioni | Cessioni        | Cessioni         | Cessioni       | Cessioni |
| R.       | Nome            | a                | Modalità       |          |
| -------- | --------------- | ---------------- | -------------- | -------- |
| A        | Gabriel Abrines | Fuenlabrada      | fine contratto |          |
| A        | Alexis Lombilla | Telde            | fine contratto |          |
| AG       | Albert Burditt  | Gig. de Carolina | fine contratto |          |
| C        | Toni Espinosa   | Melilla          | fine contratto |          |

### Dopo l'inizio della stagione
| Acquisti | Acquisti | Acquisti | Acquisti | Acquisti |
| R.       | Nome     | da       | Data     | Modalità |
| -------- | -------- | -------- | -------- | -------- |

| Cessioni | Cessioni        | Cessioni  | Cessioni     | Cessioni    |
| R.       | Nome            | a         | Data         | Modalità    |
| -------- | --------------- | --------- | ------------ | ----------- |
| C        | Santiago Aldama | CN Helios | gennaio 1997 | rescissione |